# Corneilla-del-Vercol
Corneilla-del-Vercol is een gemeente in het Franse departement Pyrénées-Orientales (regio Occitanie). De plaats maakt deel uit van het arrondissement Perpignan. Corneilla-del-Vercol telde op 1 januari 2022 2.679 inwoners.

## Geografie
De oppervlakte van Corneilla-del-Vercol bedroeg op 1 januari 2022 5,43 vierkante kilometer; de bevolkingsdichtheid was toen 493,4 inwoners per km².

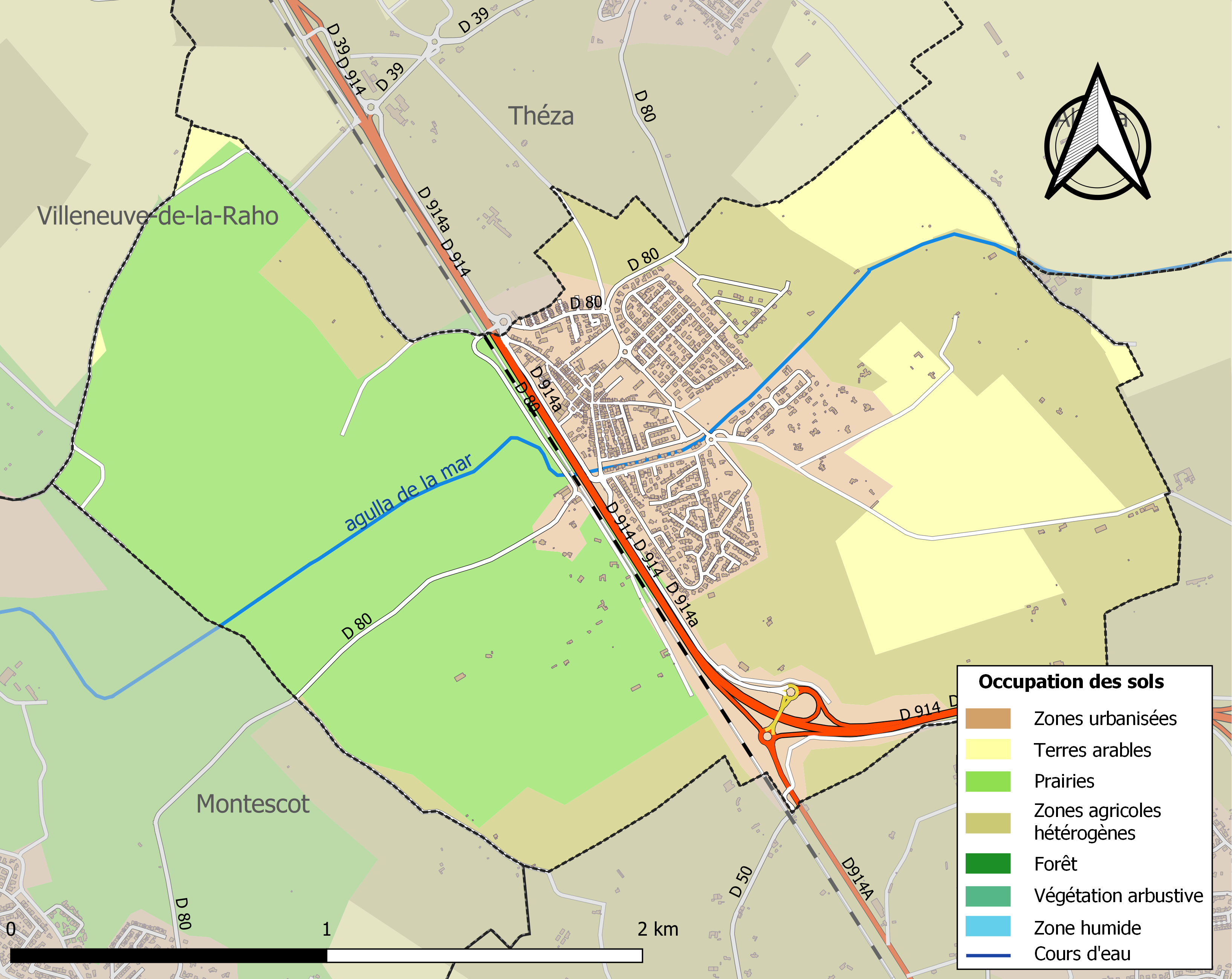
Kaart van de gemeente met de belangrijkste infrastructuur, bodemgebruik en omliggende gemeenten

## Demografie
Onderstaande figuur toont het verloop van het inwonertal (bron: INSEE-tellingen).